# ケプラー56
ケプラー56 (Kepler-56) とは、はくちょう座にある恒星である。

## 恒星
ケプラー56は太陽の4.23倍の直径を持つ大きな恒星だが、質量は太陽の1.32倍しかない。その為、この恒星は長い年月を経て寿命を迎えようとしているといわれている。現在の質量と大きさからするとケプラー56は主系列星の段階を終え、間もなく赤色巨星になると考えられている。

## 惑星系
2012年、ケプラー宇宙望遠鏡によるトランジット法の観測によってケプラー56の周囲に惑星系が発見され、その後トランジットタイミング変化法により存在が確認された。2つの惑星はそれぞれケプラー56b、ケプラー56cと命名された。星震学に基づく研究によると、2つの惑星の公転軌道は、主恒星の赤道面から47±6度傾いている。追跡して行われた視線速度の観測では、重力によって惑星の軌道を乱す天体が存在するという証拠が見つかった。しかし、それが恒星なのか第3の惑星なのかは明らかではない。もし第3の惑星(ケプラー56d)が存在するならこの惑星はケプラー56から2AUの距離を899日かけて公転している木星の3.3倍の質量を持った惑星とされている。
| 名称 （恒星に近い順） | 質量    | 軌道長半径 （天文単位） | 公転周期 (日) | 軌道離心率 | 軌道傾斜角 | 半径    |
| --------------------- | ------- | ----------------------- | ------------- | ---------- | ---------- | ------- |
| b                     | 22.1 M⊕ | 0.1028                  | 10.5016       | 0.0        | 87.09°     | 6.51 R⊕ |
| c                     | 181 M⊕  | 0.1652                  | 21.40239      | 0.0        | 80.21°     | 9.80 R⊕ |
| d (未確認)            | 3.3 MJ  | 2.0                     | —             | 0.4        | —          | —       |